# ريدار سورينسن
رايدار سورنسن هو والد الممثلين كيم سورينسن ، إلياس سورينسن، ريبيكا سورينسن وإيزاك سورنيسن، كما قد فاز بجائزة أماندا لأفضل ممثل عام 1988، وقد عمل في العديد من الأفلام والمسلسلات مثل :
الكيس البلاستيكي (فيلم) 1986
الكابوس (فيلم) 1989
التلغراف (فيلم) 1993
ترولسين (فيلم) 1994
عشر سكاكين في القلب ( فيلم) 1994
الوريث (فيلم) 1997
محترق بالصقيع (فيلم) 1997
فندق أوسلو (مسلسل تلفزيوني) 1997
عندما يأتي النور (فيلم) 1998
1732 هوتن (فيلم) 1998
ليس عارياً (فيلم) 2004
حامل الثعبان (مسلسل تلفزيوني) 2005
صائدة الأحلام (مسلسل تلفزيوني) 2005
مصيدة العسل (مسلسل تلفزيوني) 2009
الثلاثي (مسلسل تلفزيوني) 2014-2016
الثلاثي – البحث عن أولافسكرينيت (مسلسل تلفزيوني) 2017
ريدار سورينسن (بالنرويجية: Reidar Sørensen)‏ (و. 1956 – م) هو ممثل، ومغني من النرويج.

## جوائز
حصل على جوائز منها:
- Amanda Award for Best Actor  [لغات أخرى]‏ (1989).

## وصلات خارجية
- ريدار سورينسن على موقع IMDb (الإنجليزية)
- ريدار سورينسن على موقع ميوزك برينز (الإنجليزية)
- ريدار سورينسن على موقع قاعدة بيانات الأفلام السويدية (السويدية)
- ريدار سورينسن على موقع ديسكوغز (الإنجليزية)
- ريدار سورينسن على موقع قاعدة بيانات الفيلم (الإنجليزية)